# 거의 어디서나
측도론에서 거의 어디서나(영어: almost everywhere, 약자 a.e.) 어떤 명제가 성립한다는 것은, 어떤 영집합을 제외한 모든 점에서 명제가 성립한다는 것이다.

## 정의
어떤 측도 공간 {\displaystyle (X,{\mathcal {F}},\mu )}의 각 점 {\displaystyle x\in X}에 대하여, 명제 {\displaystyle P(x)}가 참이거나 거짓이라고 하자. 만약,
{\displaystyle \{x\in X|\lnot P(x)\}}
이 영집합이라면, {\displaystyle P}가 {\displaystyle X}의 거의 어디서나 성립한다고 한다. 즉, 다음 두 조건을 만족시키는 가측 집합 {\displaystyle N\in {\mathcal {F}}}가 존재한다.
- {\displaystyle N\supset \{x\in X|\lnot P(x)\}}
- {\displaystyle \mu (N)=0}

만약 {\displaystyle X}가 확률 공간일 경우, "거의 어디서나" 대신  "거의 확실하게"(영어: almost surely, 약자 a.s.)를 쓴다.

## 같이 보기
- 디리클레 함수